# Passiflora vitifolia
Passiflora vitifolia ist eine Pflanzenart aus der artenreichen Gattung der Passionsblumen (Passiflora), der größten Gattung innerhalb der Passionsblumengewächse (Passifloraceae).

## Verbreitung
Die Heimat von Passiflora vitifolia reicht von Nicaragua bis Venezuela, Bolivien und Peru. Dort kommt sie in Höhenlagen zwischen 200 und 1100 Metern über Meer vor.

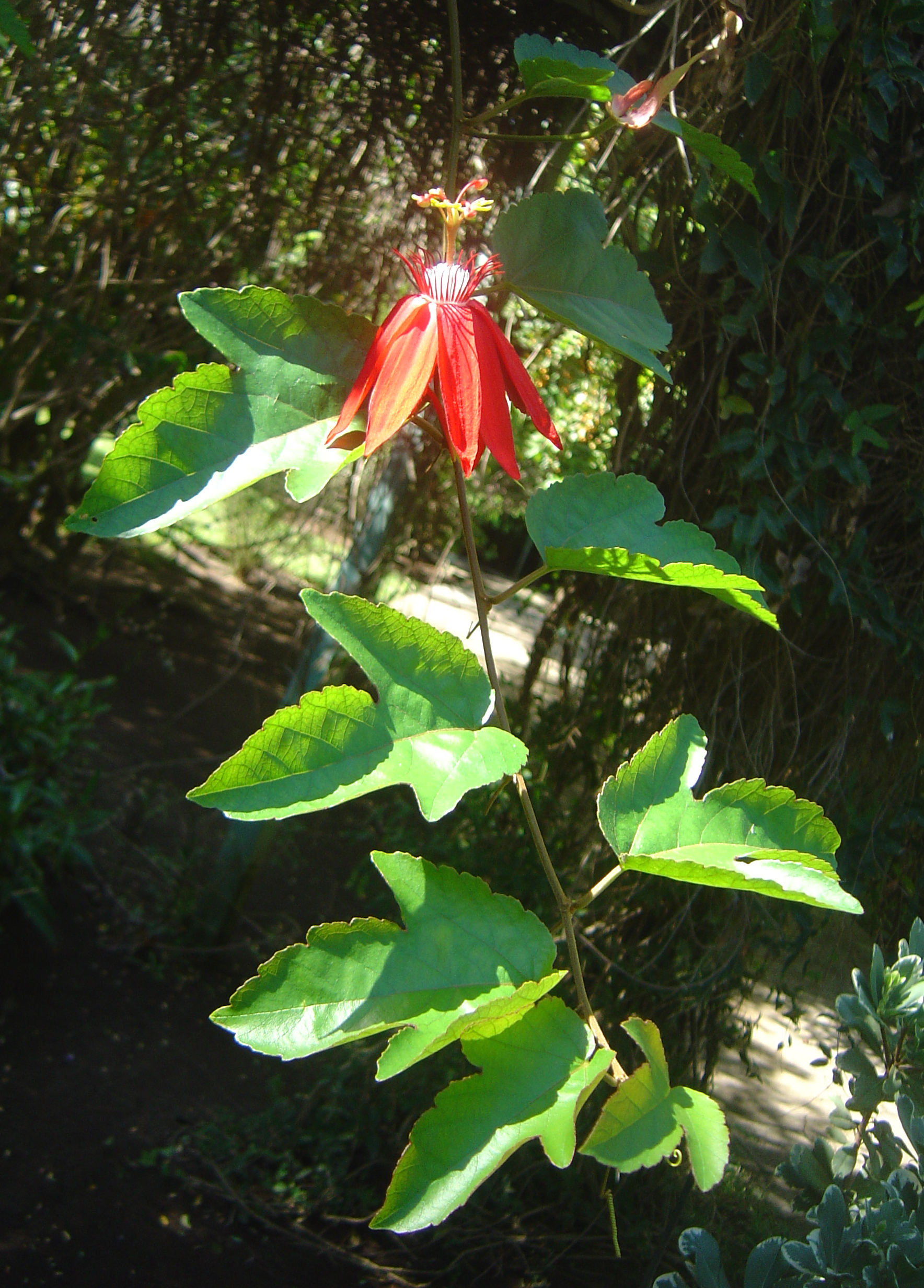
Passiflora vitifolia

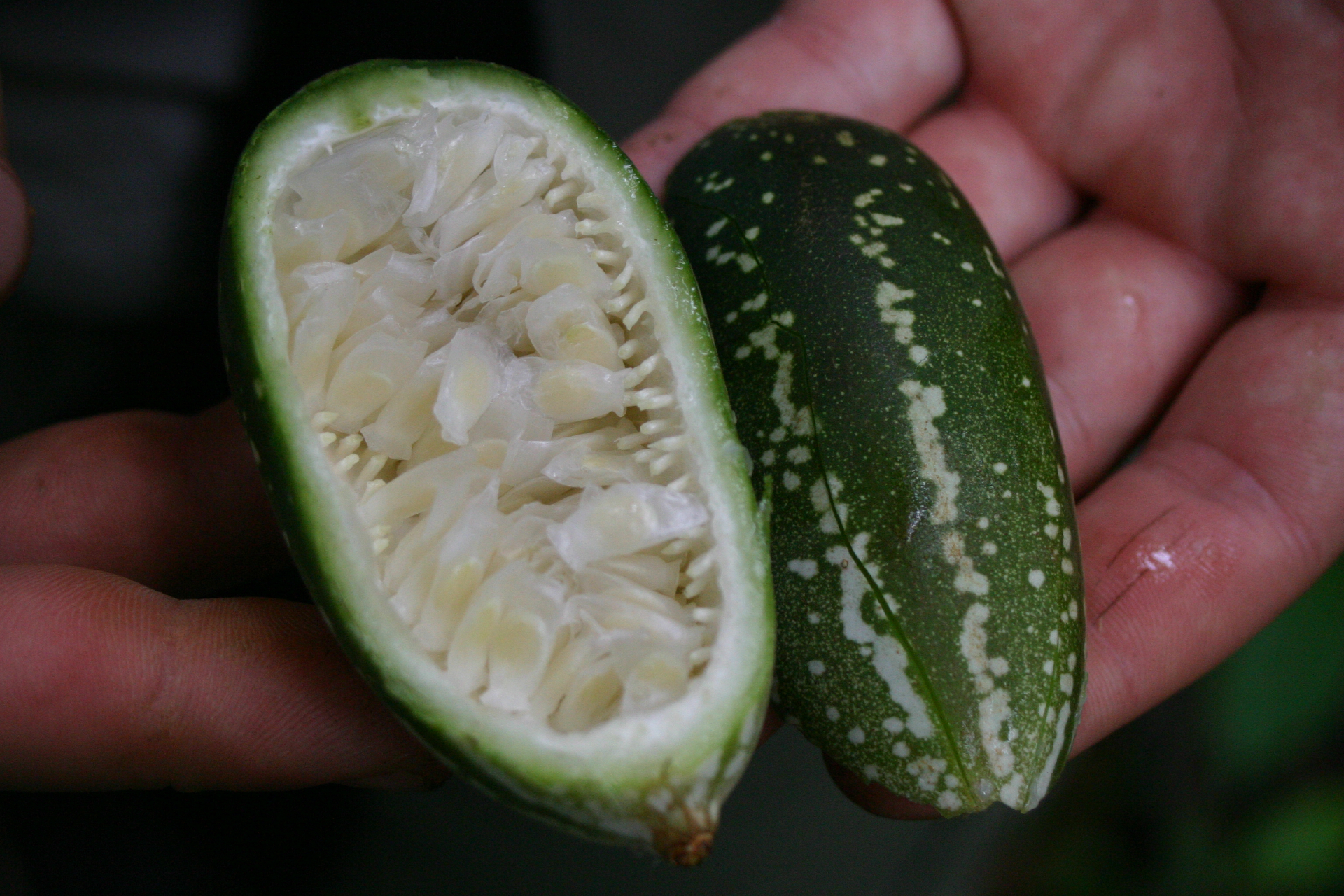
Frucht und Samen

## Beschreibung
Passiflora vitifolia ist eine mehrjährige und immergrüne Kletterpflanze. Die wechselständigen, dunkelgrünen, spitzen bis zugespitzten, grob gekerbten bis gesägten Laubblätter sind dreilappig, an der Basis leicht herzförmig oder gestutzt, 5 bis 18 cm lang und erinnern etwas an Weinlaub (daher auch der Artname: lat. vitis = Wein, folium = Blatt). Die Blätter sind oberseits fein borstig. Triebe, Ranken und Blattunterseiten sind weich, bräunlich behaart.
Die großen, auffälligen, leuchtend roten, gestielten, zwittrigen Blüten erreichen einen Durchmesser von bis zu 16 cm und erscheinen einzeln, achselständig. Die rote, doppelte Blütenhülle (fünf Kelch- und Kronblätter) umgibt einen ringförmig angeordneten Strahlenkranz (Nebenkrone). Die Petalen sind kürzer als die petaloiden, bis 8 cm langen Kelchblätter. Die äußere Reihe des Strahlenkranzes ist rot, die beiden inneren Reihen sind weiß. In der Blütenmitte sind die Fortpflanzungsorgane (fünf Staubgefäße und drei Narben) zu einer die Blütenhülle weit überragenden Säule zusammengefasst (Androgynophor).
Die Bestäubung der Blüten erfolgt in der Natur durch Kolibris der Gattung Phaethornis. Die aromatische, eiförmige bis ellipsoide, bis zu 5–7 cm lange, vielsamige, feinhaarige und grüne, weiß gesprenkelte Frucht, ein Beere, ist essbar. Daher wird Passiflora vitifolia auf den Westindischen Inseln auch kultiviert. Die Samen sind von einem Arillus umhüllt.